# Schinas (Oman)
Schinas (auch Shinas) ist eine Ortschaft mit ca. 5500 Einwohnern im Sultanat Oman. Schinas liegt direkt am Persischen Golf und an der Küstenautobahn Route 1. Schinas ist administrativ auch ein Wilaya des Gouvernements Schamal al-Batina.